# Case is Altered (Eastcote)

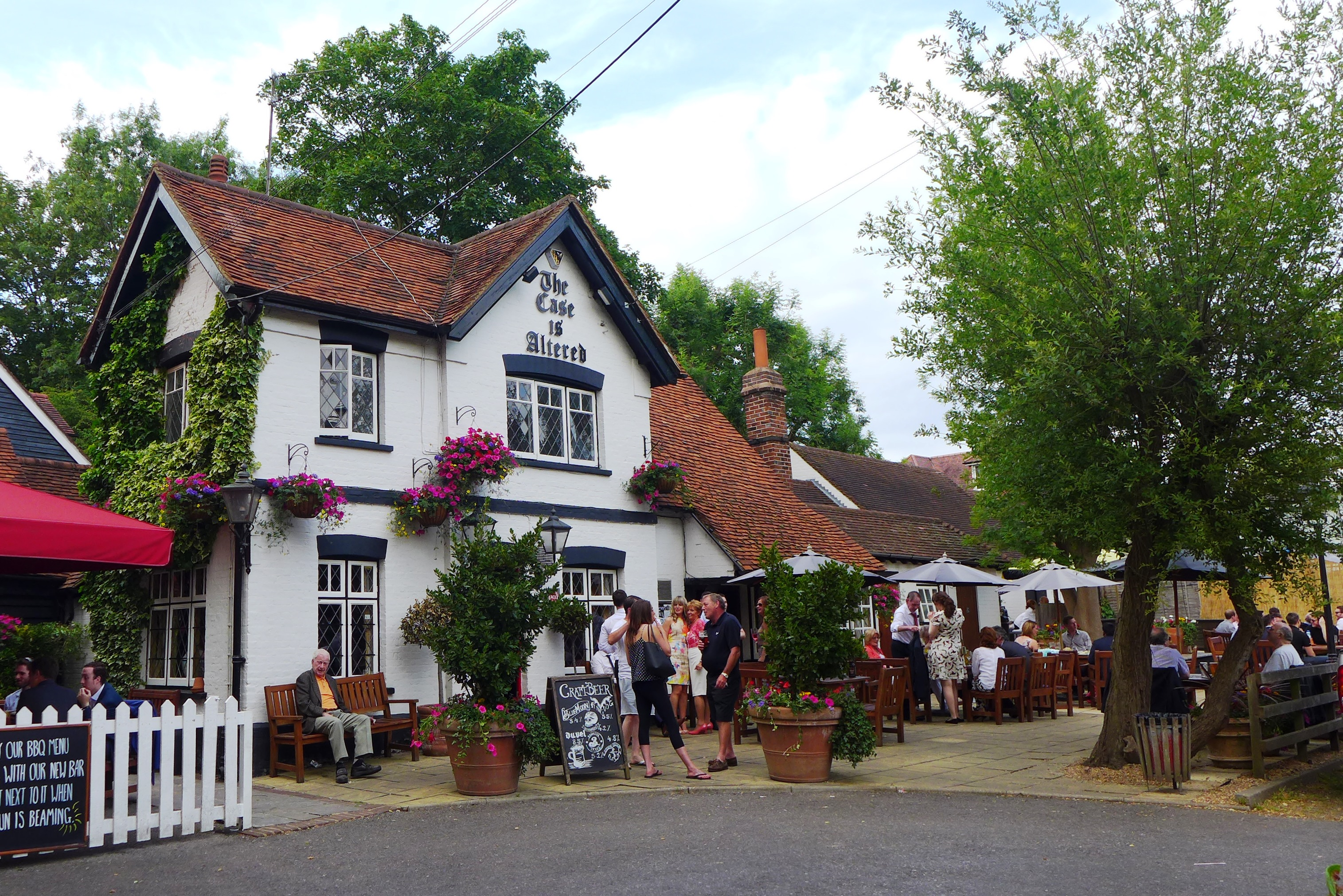
O Case is Altered

O Case is Altered é um pub listado como Grau II em Southill Lane, Eastcote, no noroeste de Londres.
O edifício data do século XVI.